# Universidad de Tartu

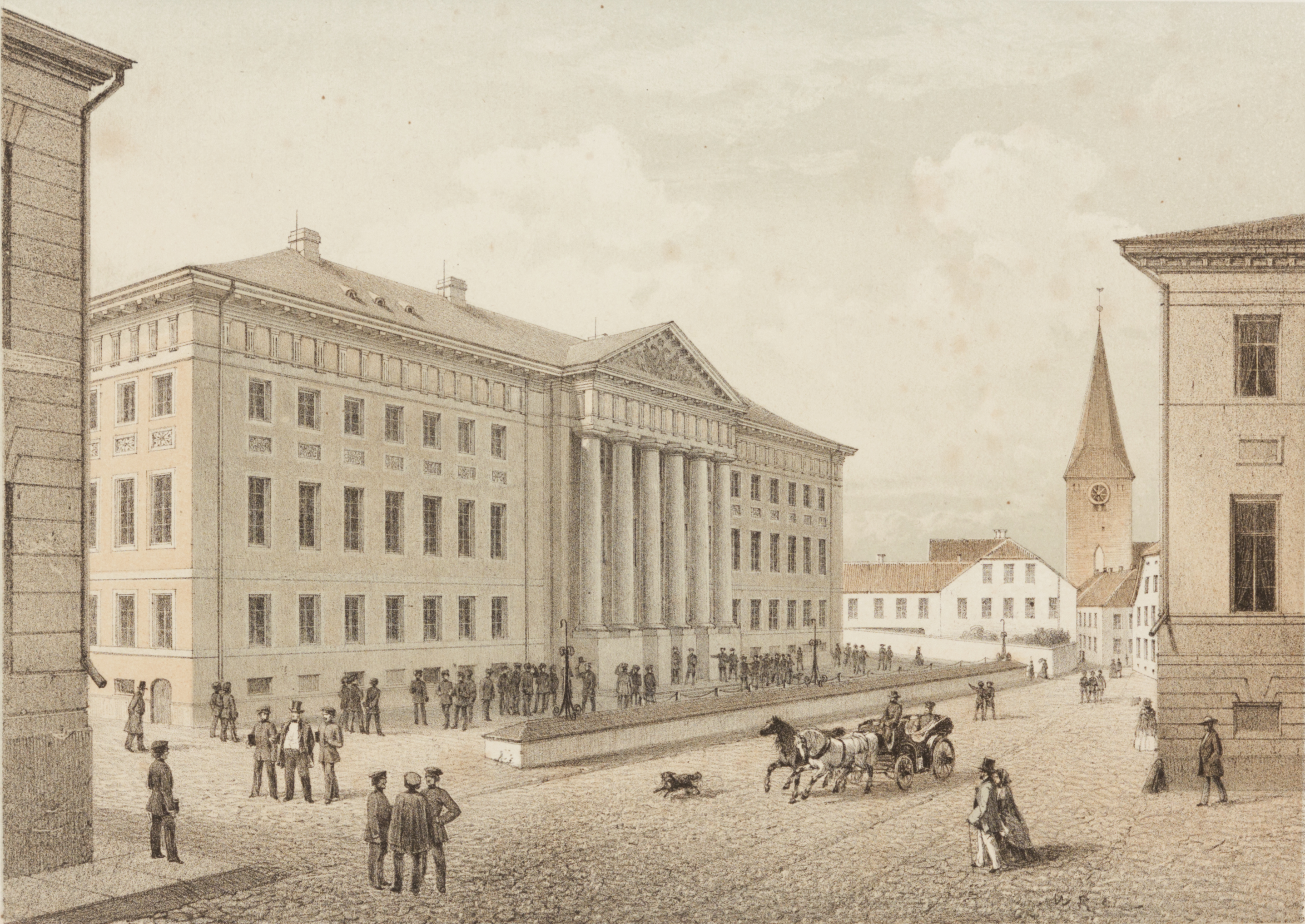
Universidad de Tartu en 1860.

La Universidad de Tartu (estonio: Tartu Ülikool, latín Universitas Tartuensis / Dorpatensis) es la universidad más antigua de Estonia. Cuenta con aproximadamente 15 000 estudiantes reglados, 1500 estudiantes de formación continua y 2000 docentes.
La universidad ocupa el primer puesto del ranking en países bálticos según la clasificación académica de universidades del THE, que la sitúa entre los puestos 301-350 a nivel mundial. En concreto, la misma clasificación sitúa su departamento de ciencias de la vida entre los puestos 176-200 y los de psicología, informática, artes, y ciencias de la salud entre los puestos 251-300.

## Historia
Fue fundada en 1632 por el rey Gustavo II Adolfo de Suecia, cuando la ciudad de Tartu era parte de los vastos territorios suecos; en su época, fue la segunda universidad sueca después de la de Uppsala (fundada en 1477).
Anteriores denominaciones de esta universidad fueron: Academia Gustaviana Dorpatensis (1632–1665), Academia Gustavo-Carolina (1690–1710), Imperátorski Dérptski Universitet (Universidad Imperial de Dorpat, 1802–1893), Imperátorski Yúrievski Universitet (Universidad Imperial de Yúriev, 1893–1918), Eesti Vabariigi Tartu Ülikool (Universidad Estatal de Estonia en Tartu, 1919–1940) y Tartu Riiklik Ülikool (Universidad Estatal en Tartu, 1940–1941 y 1944–1989).
Entre 1802 y 1893 funcionó en la órbita administrativa rusa, sin embargo era considerada una de las universidades alemanas más importantes de su época, puesto que más de la mitad de sus profesores eran oriundos de Alemania y un 40% eran alemanes del Báltico. Entre sus figuras más destacadas cabe mencionar a Alfred Wilhelm Volkmann, Wilhelm Ostwald y Karl Ernst von Baer.
El edificio principal data de 1809, obra del maestro Johann Wilhelm Krause y decorada por el artesano Christian Holz de Greifswald. En 1811 se construye el observatorio astronómico, y de la mano de Friedrich Georg Wilhelm Struve y Johann Heinrich Mädler se convierte en uno de los principales centros de investigación astronómica de Europa. El jardín botánico fue obra del profesor Gottfried Albrecht Germann (1806). 
Hacia 1882 comienza un periodo de rusificación, se hace obligatoria la enseñanza en ruso (con la excepción del departamento teológico, donde persiste la educación en alemán con ideas protestantes hasta 1916). En 1919, se convierte en la universidad nacional de Estonia, y así funciona hasta 1940, en que es sucesivamente ocupada por las tropas soviéticas y alemanas. Desde 1944 funciona en la órbita de la Unión Soviética hasta 1989. Desde 1992 recupera plenamente su independencia académica.
Hoy es miembro del Grupo Coimbra y de la Red de Utrecht.

## Doctorados honoríficos
- Umberto Eco, semiólogo y escritor (1996)
- Tenzin Gyatso, 14º dalái lama (2005)
- Tarja Halonen, Presidenta de la República de Finlandia (2004)
- Jaan Kross, escritor (1989)
- Arvo Pärt, compositor (1998)
- Konstantin Päts, primer Presidente de Estonia (1938)
- Thure von Uexküll, pionero de la medicina psicosomática, cofundador de la biosemiótica (1994).